# José Vicente Asuar
José Vicente Asuar (* 20. Juli 1933 in Santiago de Chile; † 11. Januar 2017) war ein chilenischer Komponist, der zu den Pionieren der elektroakustischen Musik seines Landes zählte.
Asuar studierte in Santiago am Konservatorium und der katholischen Universität und in Berlin bei Boris Blacher und Josef Rufer. Seit 1962 war er Professor für Akustik der Universität Santiago. 1965 errichtete er in Caracas ein Studio für Elektronische Musik, das er bis 1968 leitete. 1974 gründete er ein eigenes Tonstudio (COMDASUAR).
Asuar schrieb die Musik zu Imagén de Caracas, eine in einem für 1200 Besucher errichteten Theater stattfindende Aufführung für acht Film- und fünfundvierzig Diaprojektoren, Musikkanäle, Gesangsstimmen und Instrumente. Außerdem schrieb er Kompositionen für elektronische Instrumente, Orchesterwerke sowie ein Oktett für vier Flöten und vier Schlagzeuger.

## Werke
- Variaciones Espectrales, 1958
- Estudio aleatorio, 1962
- Preludio "La noche", 1962
- Serenata para mi voz y sonidos sinusoidales, 1962
- 3 Ambientes sonoros para musica electronica: Catedral, Divertimento, Caleidoscopio, 1967
- La noche II, 1967
- Guararia repano, 1968
- Affaire des oiseaux, 1976
- Amanecer, 1978
- In the garden, 1985
- Sonata, 1985